# Buque Escuela Lautaro
El buque  Lautaro fue un Buque escuela de la Armada de Chile nombrado en honor al caudillo araucano Lautaro, durante el período de la Segunda Guerra Mundial, y que fue protagonista de un grave siniestro frente a las costas peruanas. Se le apodaba popularmente como La Lautaro.
Es el sexto buque de la citada Armada en portar ese nombre.

## Historia
Este buque perteneció inicialmente a Alemania. Se le bautizó como "Priwall", un hermoso velero clipper no motorizado de 4 palos construido como buque mercante granelero en los astilleros Blohm & Voss para la línea alemana de veleros "P" del armador F. Laeisz de Hamburgo.
El navío fue fabricado el año 1916 y tenía un desplazamiento de 6.668 toneladas. Alcanzaba una velocidad máxima de 8,7 n, con una maquinaria de una potencia de 1.200 cv.
Era un velero con aparejo de fragata de 4 palos, reacondicionado 24 años más tarde con motor para la labor docente en la Armada de Chile.
Un logro destacable de este navío fue que en 1936 había ganado la carrera de granos a Australia en competencia con líneas rivales.

## Armada de Chile

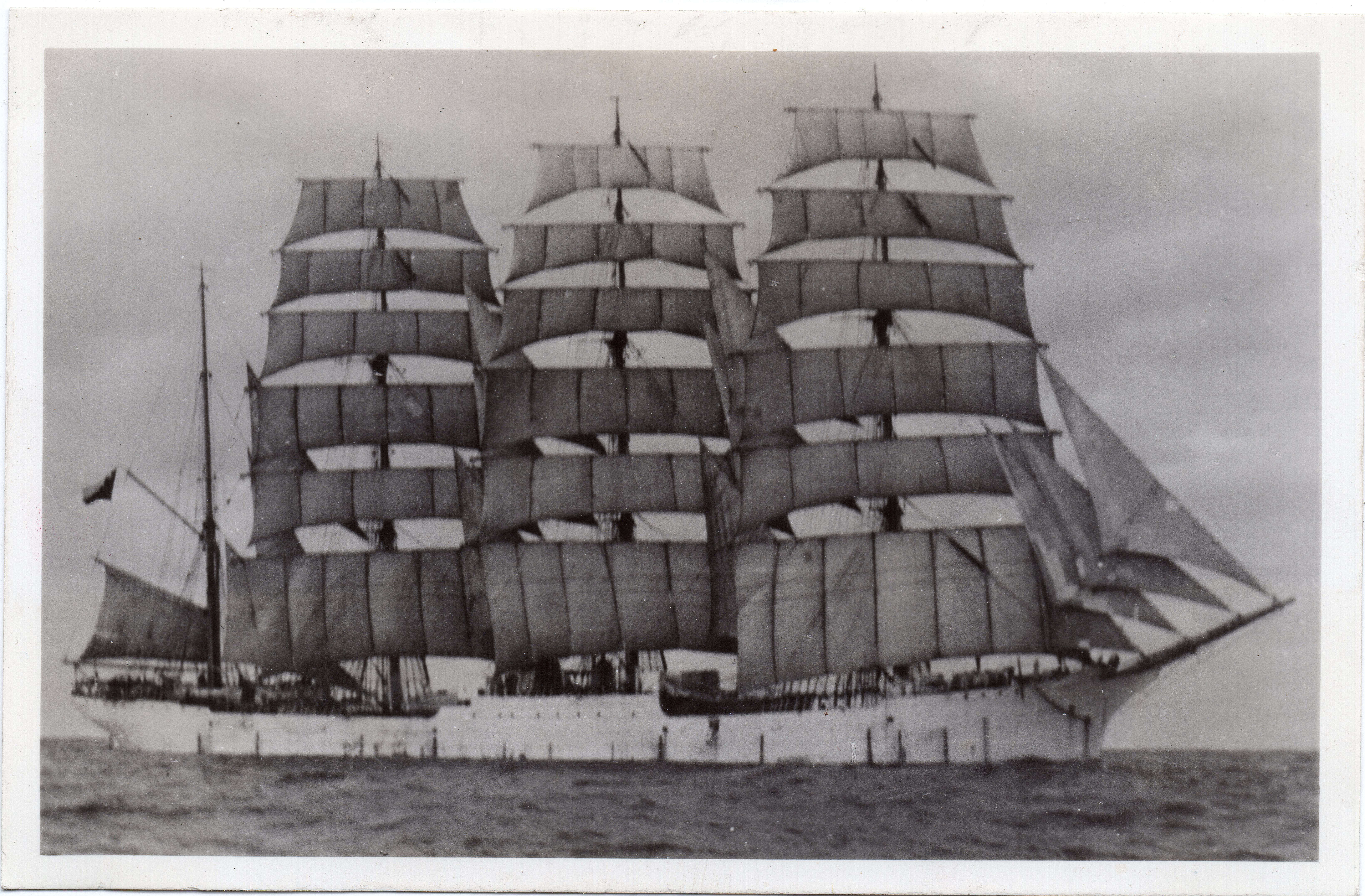
Priwall - Lautaro

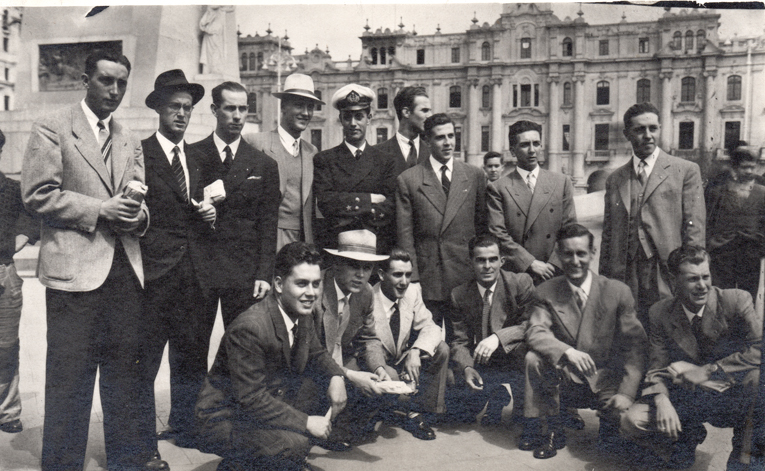
Egresados 1943 (Escuela Naval Valparaíso). Ciudad de Lima Perú durante viaje de instrucción de guardiamarinas de Armada de Chile a bordo del Buque Escuela Lautaro.

Tras comenzar la Segunda Guerra Mundial, los barcos alemanes de ultramar estaban condenados a no poder regresar a su patria, por lo cual en muchas ocasiones eran hundidos intencionalmente para no ser capturados o destruidos en combate enemigo.
En tanto, al inicio de la guerra, el Priwall, se encontraba en el puerto de Valparaíso en Chile, donde tuvo que aguardar durante dos años en puerto, esperando que el clima bélico le permitiese regresar.
Los costos por su estadía y mantenimiento en el puerto de Valparaíso (Chile) hicieron que el gobierno alemán decidiese regalar como gesto de buena fe este velero a la Armada de Chile, con la condición de que no fuese utilizado en contra del gobierno del Tercer Reich .Fue donado a Chile por el Gobierno de la Alemania nazi, que para ese entonces estaba en guerra, el día 23 de mayo de 1941.
El Priwall fue reacondicionado en Estados Unidos (Alameda, San Francisco, California), como buque-escuela para Guardiamarinas y Grumetes, colocándole motor y transformándola para la función docente, renombrándosele como Lautaro reemplazando al Buque escuela General Baquedano (conocida como La Baquedano), que para ese entonces ya había sido dada de baja para la función de buque escuela. Pasó a llamarse entonces "buque escuela fragata Lautaro".
Además de las funciones de buque escuela de la Armada de Chile, se le usó como transporte de salitre, durante la Segunda Guerra Mundial. El buque no estaba preparado para portar el peligroso químico auto comburente en sus bodegas.
En 1944, el buque escuela "Lautaro" realizó viaje de instrucción con el curso egresado de guardiamarinas (Escuela Naval de Valparaíso) formado, entre otros, por René Allard, Mariano Allende Urrutia, Aharoldo Armijo, Francisco Bascuñán, Danilo Bassi, Guillermo Borrowman, Fernando Burgos, Reinaldo Demartini, Críspulo Escalona, Arturo Fuller, Plinio Herrera, Enrique Ode, Hernán Olivarí, Alberto Ramírez, Fernando Weissy José Griffero, Gustavo Muquillaza Pizarro. 

## Hundimiento

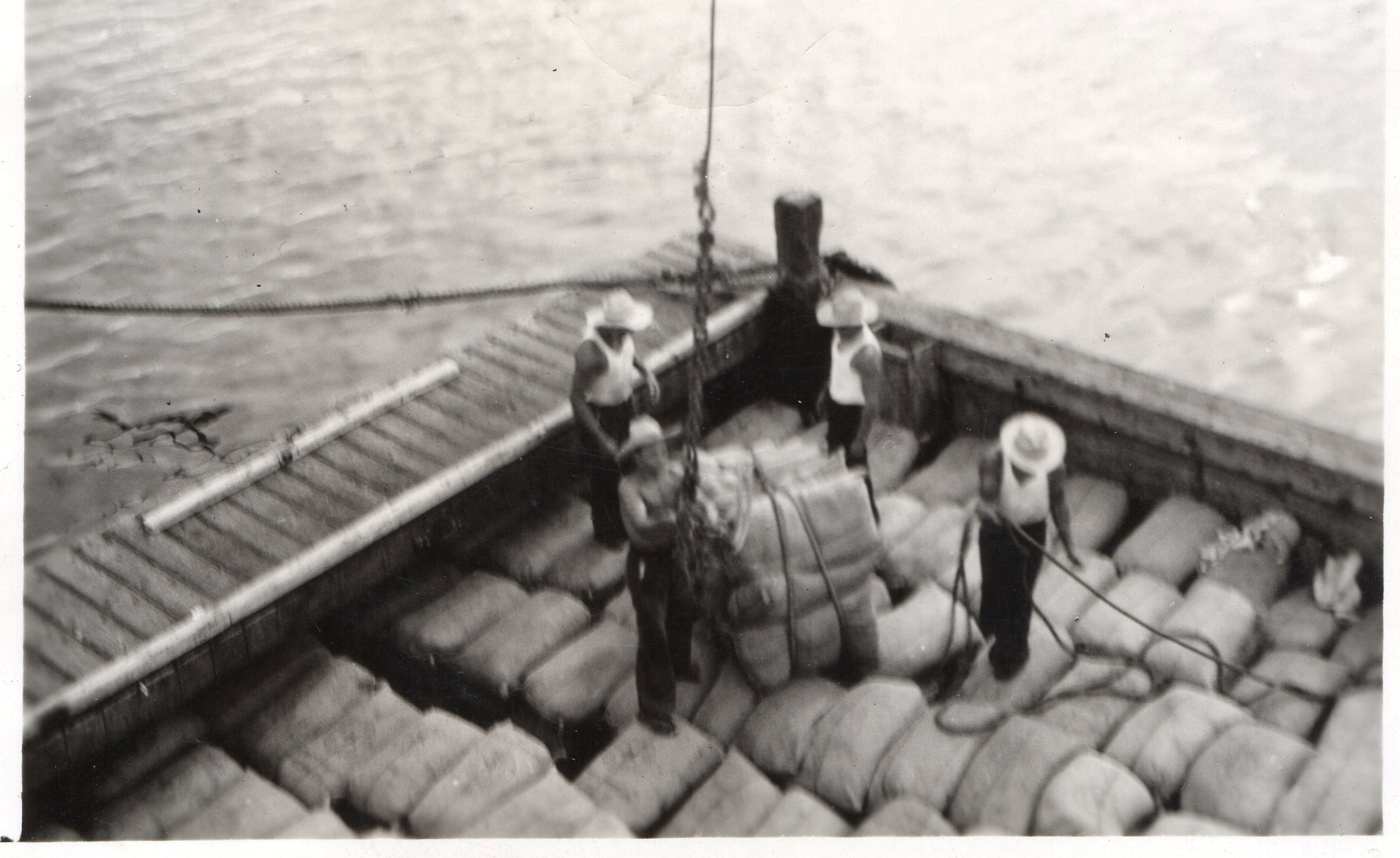
Descarga de salitre chileno en México,

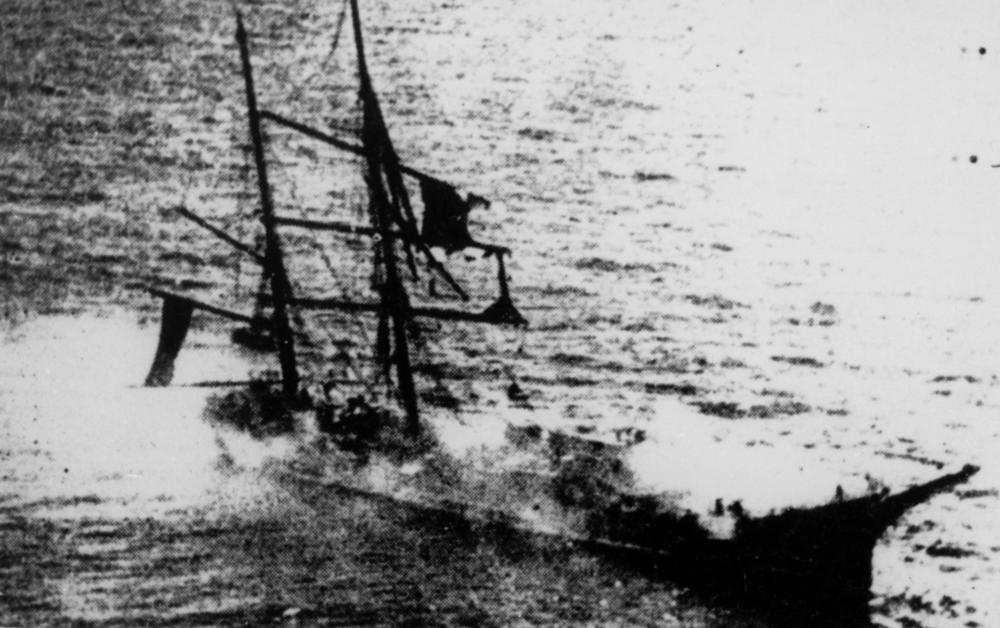
El Lautauro ardiendo el 28 de febrero de 1945.

Con 7000 toneladas de salitre a bordo cargado en Antofagasta zarpó en febrero de 1945 debiendo recorrer la siguiente ruta: Valparaíso - Antofagasta - Iquique - Arica - Callao (Perú) - Salina Cruz (México) - Manzanillo (México) -  San Diego (USA) - San Francisco (USA) - Juan Fernández (Chile) - Valparaíso (Chile).
Precisamente, cuando llevaba un cargamento de salitre en sacos (un material químico muy oxidante) hacia el puerto de Manzanillo, México, se incendió el 28 de febrero de 1945 frente al puerto de El Callao, Perú. Este lamentable accidente sucedió casi a fines de la Segunda Guerra Mundial, época en que los telégrafos no podían ser utilizados. Una vez evaluado los daños sufridos en la estructura del buque aún a flote y determinada la muerte de 20 de sus tripulantes, como consecuencia de la asfixia por el humo intenso y el fuego, se ordenó abandonar la nave, en los únicos tres botes salvados del incendio y no sin antes transmitir el S.O.S. pidiendo auxilio. En el buque murió el segundo comandante, Enrique García González, junto con un grupo de oficiales quienes estoicamente se mantuvieron evacuando a la gente hasta que fueron alcanzados por las llamas.
Rápida y eficazmente acudió al sitio del suceso un avión PBY Catalina de la Armada de Estados Unidos, que localizó a los náufragos y ayudó a la embarcación argentina "Río Jachal" quien había acudido en su ayuda a rescatarlos. Esta operación duró 32 horas, tiempo en que los sobrevivientes del Lautaro debieron permanecer a la deriva. En la misma nave se le dieron las primeras atenciones a los heridos y enfermos.
La Marina de Guerra del Perú por su parte envió el transporte "Ucayali" , para remolcar al incendiado buque escuela al puerto de El Callao. Sin embargo, los daños sufridos en su estructura y el calor interno debilitaron las planchas de hierro de su costado, formándose vías de agua que finalmente hundieron al velero, frente a las costas peruanas el 8 de marzo de 1945.
El 17 de marzo de 1945 se efectuaron los funerales de los caídos, a los que asistió el presidente de la República don Juan Antonio Ríos Morales, ocasión en la cual la ciudadanía de Valparaíso rindió un monumental homenaje a los mártires de esta tragedia.
Durante la catástrofe, disciplinadamente los jefes, oficiales y tripulantes acudieron a sus puestos de zafarrancho de emergencia para salvar el buque, pero todo fue inútil, ya que los incendios de salitre usualmente con gran desprendimiento de calor , se autocombustionan con el oxígeno que compone este material y sólo pueden ser apagados con "agua madre", que no existía a bordo.
Fue el segundo Buque escuela de la Armada de Chile. Fue reemplazado posteriormente por el bergantín goleta, buque escuela Esmeralda hasta la fecha.